# Heidy Forster
Heidy Forster

Link zum Bild

Heidy Forster (* 6. September 1931 in Basel; † 2. Mai 2023 in München) war eine schweizerisch-deutsche Schauspielerin.

## Karriere
Die Schauspielerin gab ihr Debüt am Schauspielhaus Zürich und spielte anschließend an verschiedenen Theatern in der Schweiz und in München. In den 1970er Jahren ging Forster mit Franz Xaver Kroetz’ Wunschkonzert auf Auslandstour und arbeitete von 1981 bis 1999 am Münchner Residenztheater mit Regisseuren wie Amélie Niermeyer, Anselm Weber und Hans Neuenfels. Danach war sie an den Münchner Kammerspielen engagiert. Sie spielte in Filmen wie Drei Tage im April, Der schwarze Spiegel und Vitus mit. Anschließend spielte sie unter jungen Regisseuren auch in Kurzfilmen (z. B. in Teddybär und Rosenstiehl). 2010 sah man sie in der Rolle der Hebamme Birgit Kraft neben Heino Ferch in dem Fernsehthriller Die Toten vom Schwarzwald, und 2012 spielte sie in der Folge Herbstzeitlose in der Serie SOKO Stuttgart mit.

## Filmografie (Auswahl)
- 1959: Hinter den sieben Gleisen
- 1968: … und noch nicht sechzehn
- 1968: Unruhige Töchter
- 1969: Graf Porno und die liebesdurstigen Töchter
- 1971: Salto Mortale (Fernsehserie, eine Folge)
- 1973: Die Tausender-Reportage (Fernsehserie, acht Folgen)
- 1978: Derrick (Folge 41)
- 1984: Der eiserne Weg (Fünfteiler)
- 1986: Tatort – Freunde
- 1987–1992: Die Hausmeisterin (Fernsehserie, 14 Folgen)
- 1995: Drei Tage im April
- 1996: Derrick (Folge 258)
- 1996: Tatort – Aida
- 1997–2015: SOKO München (Fernsehserie, fünf Folgen)
- 2000: Vom Küssen und vom Fliegen
- 2000: Utta Danella – Der schwarze Spiegel
- 2001: Geier im Reisrand
- 2001: Polt
- 2001: Tatort – Und dahinter liegt New York
- 2002: Tatort – Bienzle und der Tag der Rache
- 2003: Der Bulle von Tölz: Freier Fall
- 2003: Mensch Mutter
- 2004: Vater werden ist nicht schwer …
- 2004: Um Himmels Willen (1 Folge)
- 2005: Rosenstiehl (Kurzfilm)
- 2005: Ein Geschenk des Himmels
- 2006: Vitus
- 2008: Bella Block: Falsche Liebe
- 2010: Lotta & die alten Eisen
- 2010: Notruf Hafenkante (Fernsehserie, Folge Grabräuber)